# Liste der Präfekten von Ananindeua
Die Liste der Präfekten von Ananindeua gibt einen Überblick über alle Präfekten der brasilianischen Gemeinde Ananindeua im Bundesstaat Pará.
| Präfekten                          | Präfekten                                     | Partei        | Partei | Amtszeit                             | Anmerkung   |
| ---------------------------------- | --------------------------------------------- | ------------- | ------ | ------------------------------------ | ----------- |
|                                    | Eugênio Gudin Filho                           |               | PSD    | 3. Januar 1944 – 30. Januar 1948     | ernannt     |
|                                    | João Alves de Andrade                         |               | PSD    | 31. Januar 1948 – 30. Januar 1952    | gewählt     |
|                                    | Raimundo Paiva da Vera Cruz                   |               | PSP    | 31. Januar 1952 – 30. Januar 1955    | gewählt     |
|                                    | Raimundo Dickson Ferreira                     |               | PSD    | 31. Januar 1952 – 30. Januar 1955    | gewählt     |
|                                    | Claudomiro Belém de Nazaré                    |               | PSD    | 31. Januar 1955 – 30. Januar 1963    | ernannt     |
|                                    | Walterno Cardoso Teixeira                     |               | UDN    | 31. Januar 1963 – 30. Januar 1968    | gewählt     |
|                                    | José Cabral Vicente                           |               | ARENA  | 31. Januar 1968 – 30. Januar 1973    | gewählt     |
|                                    | Paulo Afonso de Oliveira Falcão               |               | ARENA  | 31. Januar 1973 – 31. Januar 1977    | gewählt     |
|                                    | Luís Otávio Branco                            |               | ARENA  | 1. Februar 1977 – 5. Januar 1980     | gewählt     |
|                                    | Frederico Santos de Souza                     |               | ARENA  | 6. Februar 1980 – 15. Februar 1984   | ernannt     |
|                                    | Paulo Afonso de Oliveira Falcão               |               | ARENA  | 16. Februar 1984 – 31. Dezember 1988 | nachgerückt |
|                                    | Fernando de Souza Corrêa                      |               | PFL    | 1. Januar 1989 – 31. Dezember 1992   | gewählt     |
|                                    | Rufino Franco de Leão Filho                   |               | PSDB   | 1. Januar 1993 – 31. Dezember 1996   | gewählt     |
|                                    | Manoel Carlos Antunes genannt Manoel Pioneiro |               | PSDB   | 1. Januar 1996 – 31. Dezember 2000   | gewählt     |
| 1. Januar 2001 – 31. Dezember 2004 | Manoel Carlos Antunes genannt Manoel Pioneiro | wiedergewählt | PSDB   |                                      |             |
|                                    | Helder Barbalho                               |               | PMDB   | 1. Januar 2005 – 31. Dezember 2008   | gewählt     |
| 1. Januar 2009 – 31. Dezember 2012 | Helder Barbalho                               | wiedergewählt | PMDB   |                                      |             |
|                                    | Manoel Carlos Antunes genannt Manoel Pioneiro |               | PSDB   | 1. Januar 2013 – 31. Dezember 2016   | gewählt     |
| 1. Januar 2017 – 31. Dezember 2020 | Manoel Carlos Antunes genannt Manoel Pioneiro | wiedergewählt | PSDB   |                                      |             |
|                                    | Daniel Barbosa Santos genannt Dr. Daniel      |               | PMDB   | 1. Januar 2021 – (amtierend)         | gewählt     |